# Molat
Molat ist eine kroatische Insel in der Adria 27 km nordwestlich der Stadt Zadar in der Region Dalmatien.

## Geographie
Die unregelmäßig geformte Insel ist 11 km lang und maximal 2 km breit. Die Fläche beträgt 22,17 km², die Küstenlinie misst über 51 km. Der Felsenuntergrund der Insel besteht zum überwiegenden Teil aus einem Rudistenkalkstein der Oberkreide. Nur im Südosten, an der Küste östlich des Ortes Molat zwischen Kap Glavnica und Kap Stopanj, tritt ein Kalkstein des Eozän streifenartig und in nennenswerter Ausdehnung zutage.
Molat ist an der Nord-West-Spitze durch die 150 Meter breite und 6 Meter tiefe Passage Zapuntel (kroatisch Prolaz Zapuntel, italienisch Porto di Zapuntello) von der Insel Ist getrennt, die als Hafenareal genutzt wird. 2011 hatte die Insel 197 Einwohner. Diese verteilen sich auf die drei Dörfer Molat (107), Brgulje (48) und Zapuntel (42). Der höchste Punkt der Insel ist Lokardenik mit 148 Metern. Die Flora der Insel besteht überwiegend aus Koniferen.

## Geschichte
Nach der Römerzeit kam die Insel zum byzantinischen Dalmatien. 1151 kam es in den Besitz des Benediktinerklosters Sankt Krševan in Zadar. 1490 übernahmen die Venezier die Macht. Im Frieden von 1540 kam die Insel an das Osmanische Reich. Durch den Frieden von Karlowitz (1645) erhielt sie wieder zu Venedig; 1718 Österreich-Ungarn Vertrag von Passarowitz an. Mit dem Frieden von Pressburg kam sie 1805 an Frankreich, obwohl Russland Ansprüche stellte. Nach dem Wiener Kongress 1814/1815 kam die Insel als Teil des Kronlandes Dalmatien an das Kaiserreich Österreich. Mit dem Ausgleich von 1867 bleibt die Insel bei dem Österreichischen Teil (Cisleithanien) der Doppelmonarchie. Im Juni 1918 sank die Szent István nach zwei Torpedotreffern vor Molat. 1918/1919 kam die Insel zum Königreich der Serben, Kroaten und Slowenen, ab 1929 "Jugoslawien".
1939 besuchte der Britische König Eduard VIII. während einer Kreuzfahrt die Insel. Von 1941 bis 1944 wurde Molat durch Italien besetzt. Die italienischen Faschisten errichteten auf der Insel das Konzentrationslager Molat für slowenische, kroatische und serbische Zivilisten. Nach dem Zweiten Weltkrieg fiel die Insel an Jugoslawien. Seit 1991 gehört sie zur unabhängigen Republik Kroatien.

## Tourismus
Die Insel besitzt sehr viele Buchten. Der Hafen in der Bucht Lučina wird von Yachtsportlern wegen seiner Ruhe und der windgeschützten Lage geschätzt (Schutz gegen Winde aus allen Richtungen außer Südwest und West). Die Ortschaft Molat liegt in etwas höherer Lage. In der Ortschaft gibt es einige Geschäfte und auch ein Fischrestaurant.